# Albert Kalonji

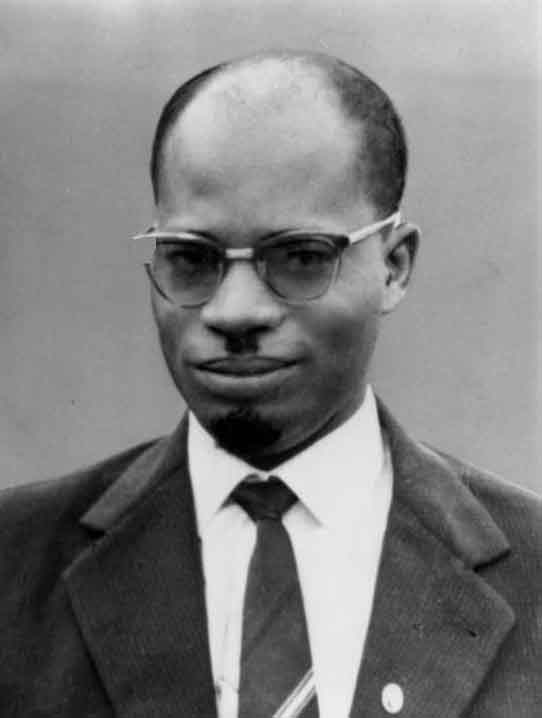
Albert Kalonji (um 1960)

Albert Kalonji, auch Albert Kalondji, (* 6. Juni 1929 in Hemptinne; † 20. April 2015 in Katende, Demokratische Republik Kongo) war ein kongolesischer Politiker der Demokratischen Republik Kongo.

## Politische Laufbahn
Kalonji stammt aus der damaligen Provinz Kasai und gehört zum Bantuvolk der Baluba. Er besuchte eine Missionsschule und übernahm Ende der 1950er Jahre die Führung der Baluba in Belgisch-Kongo.
Gegen Ende der belgischen Herrschaft gründete er gemeinsam mit Patrice Lumumba die Partei Mouvement National Congolais (MNC).
Wegen der Frage, ob der unabhängige Kongo ein föderalistisches oder zentralistisches Gepräge bekommen sollte, löste sich Kalonji im Juli 1959 von Lumumbas MNC und ging im Januar 1960 eine Allianz mit Joseph Kasavubus ABAKO ein. Seine als Kalonji-MNC bekanntgewordenen Gruppe verlor später einige Anhänger, darunter den zukünftigen Ministerpräsidenten Cyrille Adoula, die kritisierten, dass die Partei zu sehr auf Stammesinteressen statt auf den Gesamtstaat fixiert sei.
Bereits vor der offiziellen Unabhängigkeit des Kongo am 30. Juni 1960 verkündete Süd-Kasai seine Abspaltung vom Gesamtstaat. Der Reichtum der Provinz bestand in der weltgrößten Produktion von Industriediamanten, die von der belgischen Forminière gefördert wurden.

## Diamantenkaiser
Am 8. August 1960 erklärte sich Süd-Kasai unter dem Namen Etat autonome du Sud-Kasai formell für unabhängig mit Kalonji als Präsidenten und Joseph Ngalula als Regierungschef. Hauptstadt wurde Bakawanga. Kalonjis Vater wurde am 12. April 1961 von einer Notablenversammlung der Oberhäuptlingstitel eines Mulopwe verliehen. Dieser dankte unverzüglich zugunsten seines Sohnes ab, der sich nun Albert I. nannte. In Europa wurde er auch als Diamantenkaiser bekannt. Das Motto seiner Politik gegenüber seinen Untertanen war débrouillez-vous (Helft euch selbst).
Kurz zuvor, im Februar, war er ein Bündnis gegen Lumumba mit dem Präsidenten Katangas, Moise Tschombé und Kasavubus Ministerpräsidenten Joseph Ileo eingegangen.
Zum Tod Lumumbas wird auch die Version vertreten, er habe ursprünglich nicht zu Tschombé nach Elisabethville, sondern nach Bakawanga zu Kalonji gebracht werden sollen, der dort dessen Ermordung zelebrieren wollte. Lediglich die Tatsache, dass am Flugplatz UN-Truppen anwesend waren, habe zur Weiterreise nach Elisabethville geführt. Nach anderen Schilderungen hatte es sich Kalonji in letzter Minute anders überlegt und selber den Flugplatz blockieren lassen.

Im Verlauf des Jahres 1961 konnte die Zentralregierung ihre Stellung gegenüber den abgefallenen Provinzen stärken, auch durch den Einsatz von UN-Truppen. Nachdem sich Tschombé mit der Zentralregierung arrangiert hatte, wurde Kalonjis Territorium nach verlustreichen Kämpfen erobert und Kalonji zum Jahreswechsel 1961/1962 inhaftiert. 
Er wurde in einem Militärlager bei Lépoldville untergebracht. Am 7. September 1962 konnte er aus dem Gefängnis fliehen, sein Versuch, seine Herrschaft in Süd-Kasai erneut zu etablieren, scheiterte binnen eines Monats. Die Provinz wurde später in die beiden Provinzen Kasaï-Oriental und Kasai-Occidental geteilt.

## Weitere Laufbahn
Kalonji verließ zunächst den Kongo und ging nach Genf. 1964 übernahm er in der Regierung Tschombés das Landwirtschaftsministerium.
2005 veröffentlichte er ein Buch über seine Sicht der damaligen Ereignisse und unternahm eine Reise in die USA, um es dort vorzustellen.